# V540 Андромеды
V540 Андромеды (лат. V540 Andromedae) — одиночная переменная звезда в созвездии Андромеды на расстоянии приблизительно 759 световых лет (около 233 парсеков) от Солнца. Видимая звёздная величина звезды — от +10,56m до +10,43m.

## Характеристики
V540 Андромеды — жёлтый субгигант, эруптивная переменная звезда типа RS Гончих Псов (RS) спектрального класса G8IV. Радиус — около 2,3 солнечных, светимость — около 3,702 солнечных. Эффективная температура — около 5277 K.